# Puente basculante
Un puente basculante es un tipo de puente móvil que se construye sobre canales navegables a fin de facilitar el paso de embarcaciones por debajo sin necesidad de elevar la traza de la carretera. Están compuestos por una o dos secciones que se abren en dirección perpendicular al plano del puente con la ayuda de contrapesos situados bajo la plataforma.
El puente levadizo es un puente similar pero con un uso diferente, de carácter defensivo, y con una única pieza.
Estos puentes son más complicados de construir que los fijos y tienen un presupuesto más elevado. Se suelen construir en los pasos de embarcaciones para que los barcos pasen por debajo de ellos.
James Meadows Rendel erigió en 1831 el primer puente basculante con un mecanismo hidráulico en el estuario de Kingsbridge en Inglaterra.

## Puente de las Delicias Sevilla
Fue diseñado por los ingenieros de caminos españoles Leonardo Férnandez Troyano y Javier Manterola Armisen en el marco de la preparación de la Exposición Universal de Sevilla de 1992.
Fue construido entre 1988 y 1990 por la empresa Dragados y la compañía Construcciones S.A.. Su fin era el de reemplazar al puente de Alfonso XIII, de 1929, que, pese a ser un exponente de la arquitectura del hierro, se mantuvo junto a él sin uso un par de años para ser posteriormente retirado a una explanada de los terrenos del puerto. El nuevo puente era más funcional y moderno que el de los años 20.

## Puente del puerto de Barcelona
El puente del puerto de Barcelona, España, es un ejemplo típico de puente basculante y es actualmente el puente basculante doble más grande del mundo. Los cuatro pivotes basculantes están equipados con rótulas grandes GE670 DW (diámetro interior 670 mm) con recubrimiento ELGOGLIDE®. Los cilindros hidráulicos de accionamiento se adjuntan a la construcción adyacente con juntas libres de mantenimiento. En este caso, se utilizaron rótulas de diámetro interior de 260 mm y 280 mm. Cada hoja de esta impresionante estructura mide 70 metros de largo y pesa aproximadamente 2000 toneladas.

## Galería de imágenes

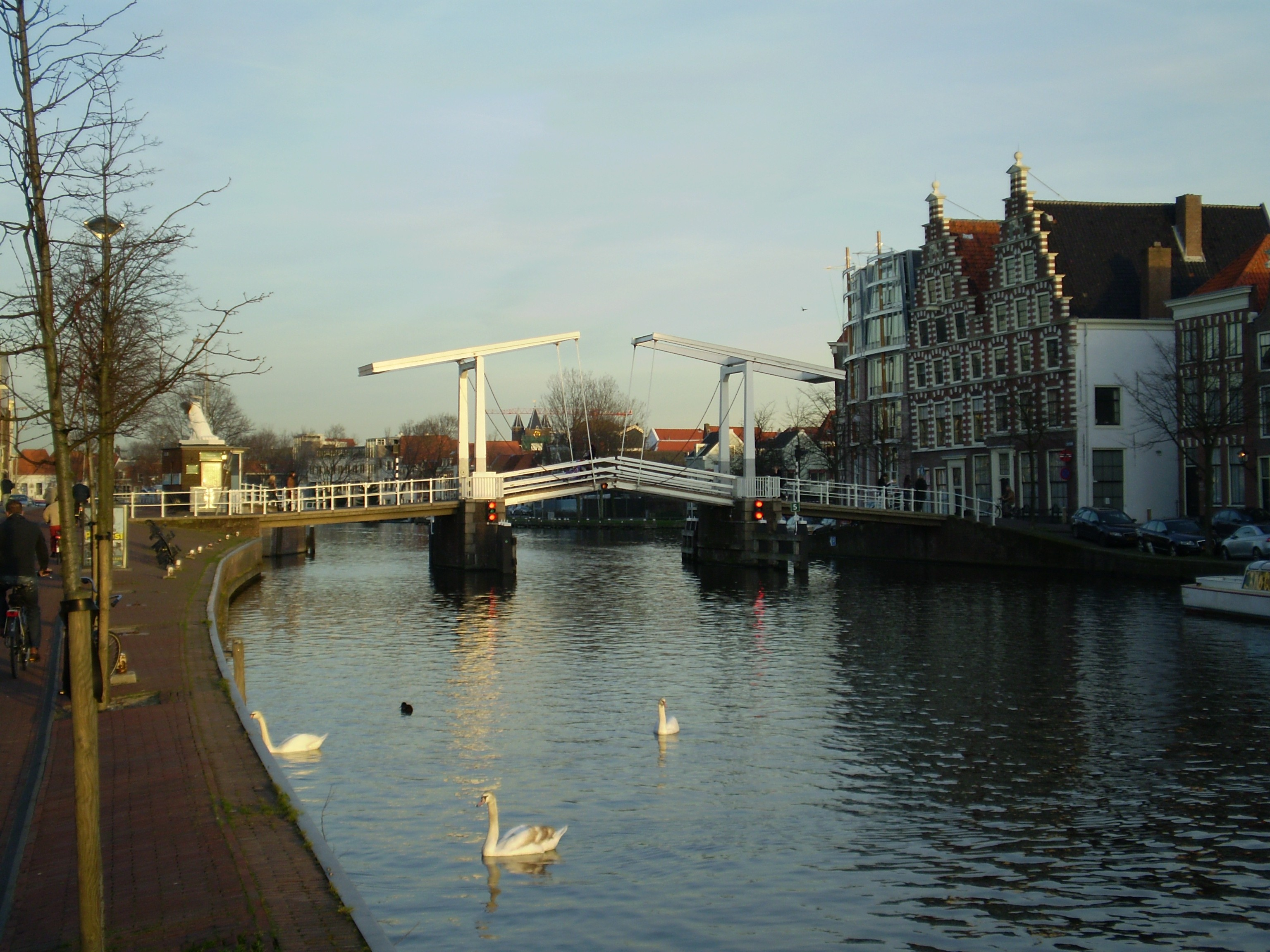
Gravestenebrug en Haarlem, Países Bajos.
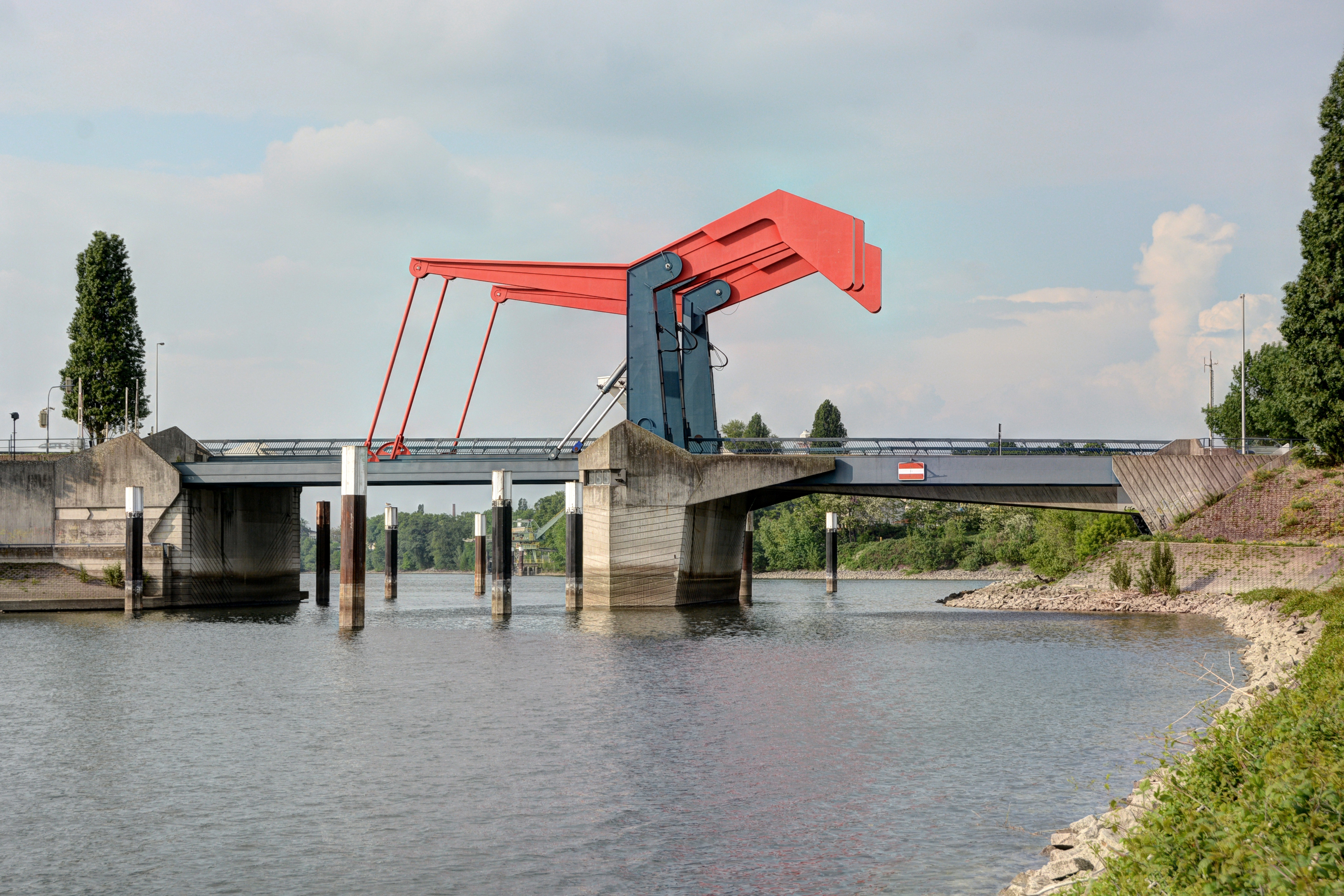
Diffenébrücke en Mannheim, Alemania.
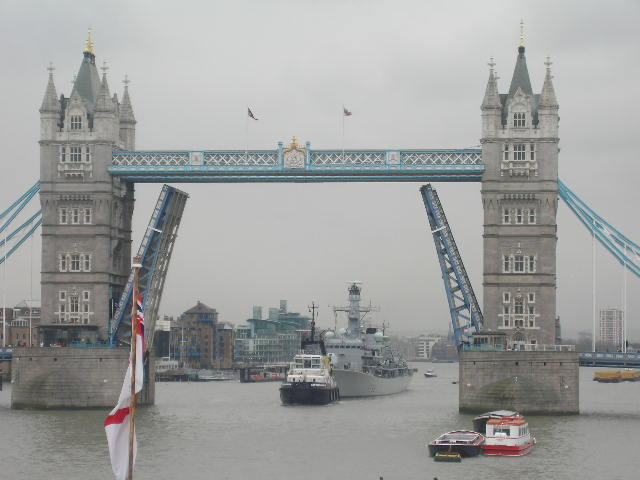
Tower Bridge en Londres, Reino Unido.
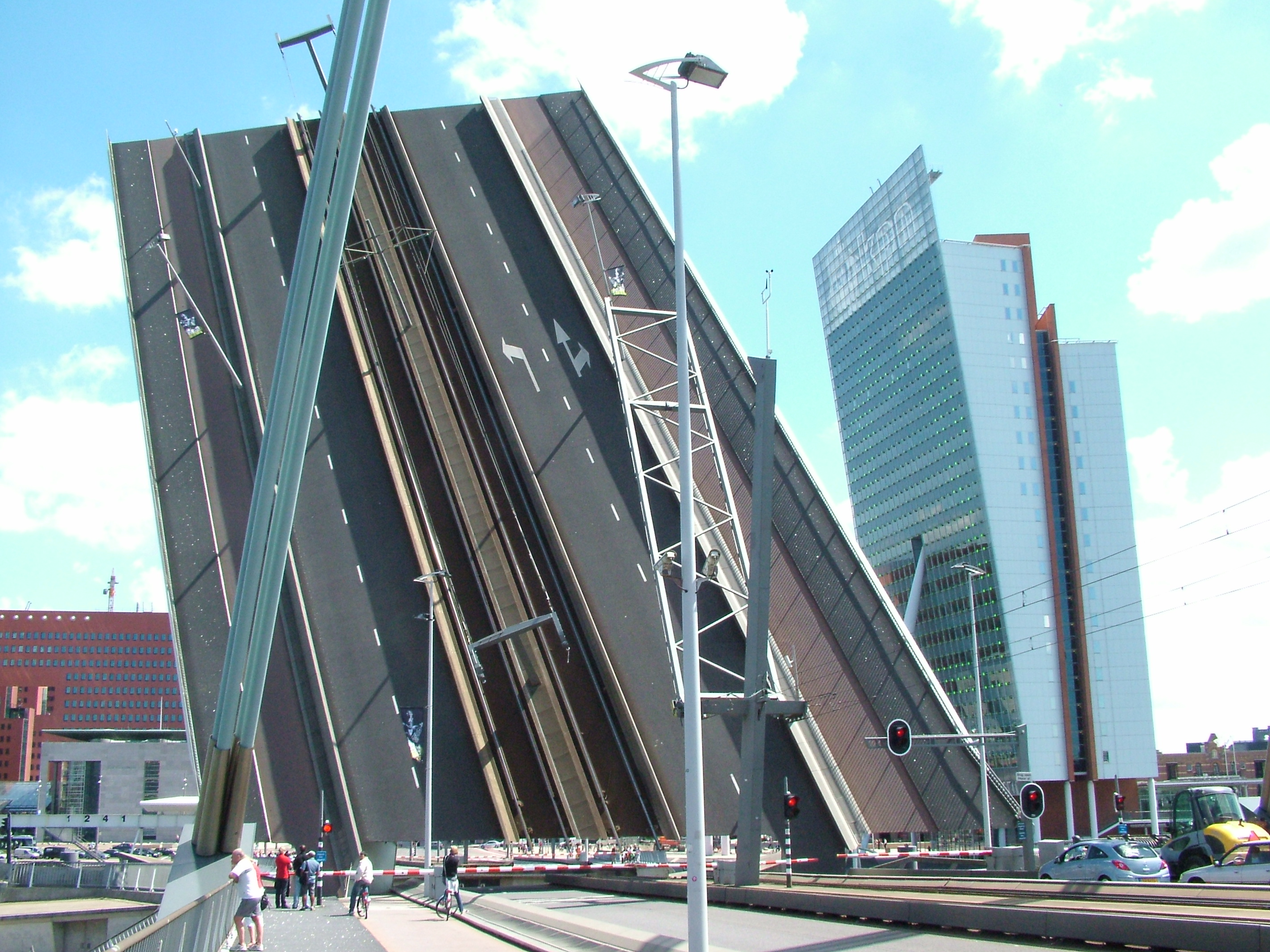
Puente de Erasmus en Róterdam, Países Bajos.